# 漢氏肩孔南極魚
漢氏肩孔南極魚為輻鰭魚綱鱸形目南極魚亞目南極魚科的其中一種，分布於南冰洋海域，棲息深度6-549公尺，體長可達41公分，生活在大陸棚，為底棲性魚類，屬肉食性，以橈腳類、多毛類、甲殼類、腹足類等為食。

## 擴展閱讀
維基物種上的相關：漢氏肩孔南極魚